# Francisco Pinto da Cunha Leal

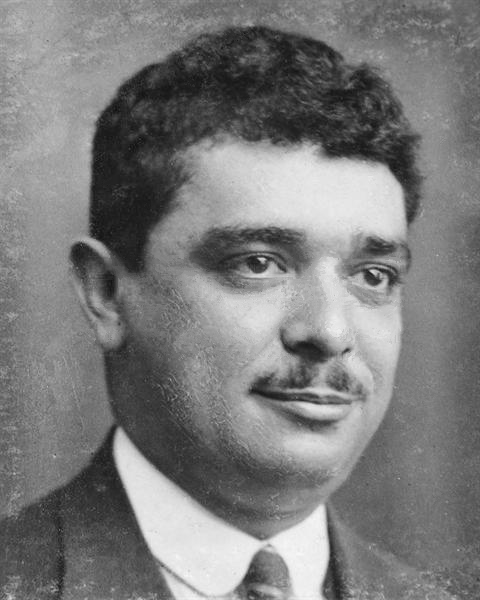
Francisco Pinto da Cunha Leal

Francisco Pinto da Cunha Leal (Pedrógão de São Pedro, 22 augustus 1888 - Lissabon, 26 april 1970) was een Portugees politicus en eerste minister tijdens de Eerste Portugese Republiek.

## Levensloop

### Militaire en beroepsloopbaan
Na zijn schoolopleiding volgde hij een militaire loopbaan. Als luitenant van het ingenieurscorps werd hij in dienst gesteld in de toenmalige Portugese kolonie Angola, waar hij later directeur van de spoorwegmaatschappij Companhia dos Caminhos de Ferro Portugueses was. Na zijn terugkeer naar Portugal was hij tijdens de Eerste Wereldoorlog actief als officier in het Portugese expeditiekorps in Frankrijk. Hoewel hij als officier geen grote veranderingen aan het front gedaan had, werd hij bevorderd tot hoofdman en als algemeen directeur van het transportwezen ingesteld.

### Premierschap
Na de Eerste Wereldoorlog begon hij aan een politieke loopbaan. Hij werd lid van de in oktober 1917 door António Egas Moniz opgerichte Partido Centrista Republicano. Als ondersteuner van Sidónio Pais werd hij in 1919 verkozen tot afgevaardigde in de Assembleia da República. In januari 1919 nam hij deel aan de revolte van Santarém tegen de regering van João Tamagnini de Sousa Barbosa, die steun bood aan de op 6 oktober 1910 afgeschafte Portugese monarchie ten koste van de Eerste Portugese Republiek.
Op 20 november 1920 werd hij door Álvaro de Castro benoemd tot minister van Financiën in diens regering. Hij behield deze post in de regering van Liberato Ribeiro Pinto en bleef uiteindelijk minister van Financiën tot in januari 1921. Vervolgens werd hij de directeur van de krant O Popular.
Op 16 december 1921 volgde hij Carlos Maia Pinto op als premier van Portugal. Na drie maanden al gaf hij het mandaat door aan António Maria da Silva. Tegelijkertijd was hij minister van Binnenlandse Zaken. Zijn regering, die vertegenwoordigers van meerdere partijen telde, probeerde hij de revolutionaire stemming ten gevolge van de Lissabonse Bloednacht van 19 oktober 1921 te beëindigen. Deze bloedige opstand had ervoor gezorgd dat premier António Joaquim Granjo werd vermoord. Pinto da Cunha Leal wou de Republikeinse Nationale Garde en de landmacht inschakelen om de orde te herstellen in Lissabon en Caxias. Nadat de Democratische Partij op 29 januari 1922 versterkt uit de verkiezingen kwam, zag hij zich gedwongen om af te treden als premier.
Vervolgens was hij tot in maart 1923 directeur van het dagblad O Século. Op 15 november 1923 werd hij minister van Financiën in de regering van António Ginestal Machado, wat hij bleef tot en met 14 december 1923.
Nadien was hij van 1924 tot 1925 rector aan de Universiteit van Coimbra. Op 19 april 1925 werd hij na betrokkenheid bij een putsch van generaal João José Sinel de Cordes veroordeeld tot een gevangenisstraf. Nadat hij na korte tijd vrijgelaten werd, verdedigde hij in september 1925 met João Tamagnini de Sousa Barbosa de revolutionairen. Nadat hij de Partido Nacionalista verliet, richtte hij in 1926 de União Liberal Republicana.

### Tegenstander en criticus vanAntónio de Oliveira Salazar
Na de staatsgreep van 28 mei 1926 werd hij vicegouverneur van de Nationale Overzeebank. Nog in hetzelfde jaar werd hij ook benoemd tot gouverneur van de Centrale Bank van Angola, wat hij bleef tot in 1930. In 1928 smeekte hij onsuccesvol president António Óscar Carmona om zijn benoeming van António de Oliveira Salazar tot minister van Financiën te overdenken. In 1930 bekritiseerde hij in het openbaar de financiële begrotingspolitiek van Salazar en de uitwerkingen hiervan op de kolonie Angola. Hierdoor werd hij ontslagen als gouverneur van de Centrale Bank van Angola en in mei 1930 door de regering aangeklaagd voor verraad. In november 1930 werd hij gedeporteerd naar de Azoren. Eind 1932 kreeg hij amnestie, waardoor hij naar Lissabon kon terugkeren.
Van 1934 tot 1935 was hij directeur van de verzekeringsmaatschappij Vida Contemporânea, maar nadat hij opnieuw kritiek had uitgeoefend op het beleid van Salazar, werd hij in 1935 opnieuw naar de Azoren gedeporteerd. In de volgende jaren was hij een duidelijke tegenstander van de Estado Novo van Salazar.
Na de Tweede Wereldoorlog was hij tevergeefs kandidaat voor de Beweging van Verenigde Democratie (Movimento de Unidade Democrática) bij de parlementsverkiezingen van 18 november 1945. Als kandidaat zette hij zich in voor de onafhankelijkheid van Angola en oefende hij massieve kritiek uit op de dictatorisch regerende Salazar. In 1949 en 1953 was hij nogmaals kandidaat voor de parlementsverkiezingen, maar ook onsuccesvol. In 1950 was hij samen met António Sérgio, Jaime Cortesão und Mário Azevedo Gomes medeoprichter van het oppositieverbond Directório Democrato-Social.
In 1951 verscheen hij weer in de pers nadat hij samen met Henrique Galvão de kandidatuur van Quintão de Meireles (ook tegenstander van Salazar) voor het presidentschap steunde. De winnaar van die verkiezingen was Francisco Craveiro Lopes.
- Bibliothèque nationale de France: cb12242345w (data)
- Gemeinsame Normdatei: 128640162
- International Standard Name Identifier: 0000 0000 7689 7820
- Library of Congress Control Number: n85226124
- Système universitaire de documentation: 031152481
- Virtual International Authority File: 61600555
- WorldCat: E39PBJyGYrmtB8VwDtJKBhVpyd